# Fontgombault
Fontgombault település Franciaországban, Indre megyében. Lakosainak száma 262 fő (2022. január 1.). Fontgombault Lurais, Mérigny, Pouligny-Saint-Pierre, Preuilly-la-Ville és Sauzelles községekkel határos.

## Népesség
A település népességének változása:
| Lakosok száma | 324  | 267  | 310  | 271  | 250  | 247  | 249  | 249  | 250  | 262  |
|               | 1968 | 1982 | 1990 | 2006 | 2013 | 2015 | 2017 | 2019 | 2020 | 2022 |